# سليمان الشطي
سليمان علي الشطي ولد في الكويت سنة 1943 أديب و قاص بدأ كتابة القصص القصيرة حصل على الليسانس والماجستير من جامعة الكويت سنة 1974 والدكتواره من جامعة القاهرة سنة 1978. تربّى في بيت يحب القراءة، فبدأ بقراءة القصص والمجلات وانفتح على الكتب الشعبية مثل عنترة وألف ليلة وليلة
بعدها دخل عالم الكتب والمشاركة في المسابقات، درس في مدرسة الأحمدية
ثم مدرسة المباركية، وفي عام 1966 التحق بجامعة الكويت
قسم اللغة العربية، وفي عام 1974 حصل على الماجستير في أدب نجيب محفوظ
و رسالة الدكتوراه كانت في الشعر الجاهلي وبالتحديد حول المعلقات السبع
تعتبر الدراسة الأكاديمية بالنسبة له ليست إبداعًا وإنما منهج، فهو ليس ناقدا
لأن الناقد له رؤية وتصور جمالي من وجهة نظره، فدائمًا يحاول توظيف حسه الجمالي
و ثقافته المحدودة لفهم النصوص وقراءتها.

## أعماله
- (صمت يتمدد)
- (الدفة)
- (الصوت الخافت)
- الرمز والرمزية في ادب نجيب محفوظ
- رسالة إلى من يهمه الأمر
- القصة القصيرة في الكويت
- طريق الحرافيش: رؤية في التفسير الحضاري
- ثلاث قراءات في نقدنا القديم
- الشعر في الكويت
- المسرح في الكويت
- المعلقات وعيون العصور

## الجوائز
- جائزة الدولة التقديرية من دولة الكويت
- جائزة أفضل عمل ثقافي وكتاب عربي في معرض القاهرة عام 2003 عن كتابه «الرمز والرمزية في أدب نجيب محفوظ».

## روابط
- لقاء مع سليمان الشطي

| سبقه أحمد السقاف | الامين العام لرابطة الأدباء الكويتيين 1984 - 1986 | تبعه عبد الله محمد العتيبي |